# Gus Hansen
|  | For andre personer med navnet Gustav Hansen, se Gustav Hansen. |
Gustav "The Great Dane" Hansen (født 13. februar 1974 i København) – bedre kendt som Gus Hansen – er en dansk, professionel pokerspiller bosiddende i Monaco. Han var tidligere en del af Team Full Tilt under pokersitet Full Tilt Poker, som nu er lukket. Efter genåbningen af Full Tilt blev Gus Hansen det vigtigste ansigt udadtil for sitet.
Inden Gus Hansen i 1997 blev professionel pokerspiller, var han en af Danmark og også en af verdens bedste backgammonspillere. I år 2000 flyttede han som 26-årig til New York City for at spille backgammon. Dog fandt han det professionelle liv som backgammonspiller for lille til hans smag, så derfor ville han nu afprøve sine færdigheder i poker. Før pokerspillet begyndte, spillede han også tennis på relativt højt plan, og det siges, at han var en habil spiller.[kilde mangler] Gennem hele hans teenageår var han en kæmpe sportsentusiast.
Gus Hansen begyndte at spille poker i Ocean View Card Room i Santa Cruz, Californien, i 1993, mens han var udvekslingsstudent i byen, på universitet UC Santa Cruz. Han er kendt og berømt for sin ekstremt aggressive spillestil og har ry for at spille næsten alle de kort han får, uanset om de er gode eller dårlige.[kilde mangler]

## World Poker Tour
Siden World Poker Tour (WPT) begyndte i 2002 har han vundet turneringen fire gange. I midten af maj 2002 vandt han sin første WPT titel, som indbragte ham $556,460. Gevinsten blev vundet i pokerens by Las Vegas, USA. Blot et år efter dette, vandt Gus endnu en WPT titel, denne gang i Los Angeles(L.A. Poker Classic), en $10,000 No Limit Hold'em. Denne gang blev gevinsten lidt mindre, da den "blot" lød på $532,490. I 2003 vandt han $25,000 for sin præstation i WPT's invitations event Bad Boys of Poker. Samme år scorede han også $276,426 for sin 3. plads ved $10,000 No Limit Hold'em WPT Championship Event. Blot 1 måned efter(i starten af 2004), kom Gus' 4. og til dato seneste World Poker Tour sejr, da han heads-up vandt over den rutinerede pro Hoyt Corkins. Denne sejr indbragte ham $455,780. Turneringen blev spillet i Caribien, hvor navne som Daniel Negreanu, Bill Gazes og Chris Ferguson stillede op. 
Udover de fire sejre, har Gus Hansen også cashet adskillige gange, når det har heddet World Poker Tour. Hans største cash til dato, som også er det største beløb han har vundet, var da han blot var få millimeter fra at vinde sæson 6's (midten af 2008) $25.000 WPT World Championship Event i Las Vegas. Han startede Heads-up matchen mod David Chiu med et komfortabelt chiplead, som dog blev sat over styr til sidst. Han måtte indse at drømmegevinsten og førstepræmien på de $3,3 millioner var væk. Dog kunne han trøste sig med hele $1.714.800 for sin 2. plads. 
Alene på World Poker Tour har Hansen vundet mere end $4 millioner, som gør ham til den 5. mest vindende på WPT. I 2004 blev han optaget til World Poker Tour's Hall of Fame
Her følger Gus Hansens cashes i World Poker Tour sammenhæng: 
| År   | Turnering                                              | Placering | Vundet i US$      |
| ---- | ------------------------------------------------------ | --------- | ----------------- |
| 2003 | $10,000 No Limit Hold'em WPT Championship              | 3. plads  | $276.426          |
| 2003 | World Poker Tour Battle of Champions                   | 6. plads  | $10.000           |
| 2005 | $10,000 Bay 101 Shooting Star                          | 3. plads  | $320.000          |
| 2005 | $10,000 North American Poker Championship              | 21. plads | $20.690           |
| 2007 | €7,500 WPT Spanish Championship                        | 5. plads  | €100.600/$141.340 |
| 2007 | $15,000 Doyle Brunson Five Diamond World Poker Classic | 22. plads | $57.815           |

## World Series of Poker
Gus Hansen har ikke vundet nogen World Series of Poker (WSOP) armbånd endnu. Derimod har han op til flere gange cashet i den store turneringsrække. Bl.a. i 2004, vandt han $15.000, da han blev nummer 150 i WSOP Main Event 2004. I 2007's Main Event blev han nummer 61, ud af et felt på 6.358 pokerspillere. For placeringen fik han $154,194. I 2008's WSOP cashede han i en sideevent og Main Event, hvor det blev til $41.816 for hans 160. plads. I sideeventen, som var en $10.000 World Championship Mixed Event, blev han nummer 10 til $45.120. Gus har også spillet World Series of Poker Europe (WSOPE), hvor han i 2007 blev nummer 10 i hovedturneringen, der havde et buy-in på £10.000. Han vandt der £41.630. Han nåede akkurat ikke at nå det prestige fyldte finalebord i London, England.

## Andre resultater
I februar 2005 vandt Gus Hansen $1.000.000, da han vandt invitationsturneringen Poker Superstars Invitational Tournament. Samme år fik han også lejlighed til at spille European Poker Tour (EPT) turneringer. Her cashede han €15.800 og €78.000 i henholdsvis €10.000 European Poker Tour Grand Final, Monte Carlo og €4.000 EPT Barcelona Open 2005, Barcelona. 
I januar 2007 vandt Gus Hansen dengang det største beløb, som han selv havde vundet i turneringspoker nogensinde. Turneringen hed Aussie Millions (turneringen foregik i Melbourne, Australien), og Gus deltog i det stjernebesatte Main Event felt, hvor nogle af verdens bedste spillere var med (747 deltog). Han gik hele vejen, da han til sidst (heads-up) besejrede den unge amerikanske pro Jimmy Fricke. Sejren indbragte 1.500.000 australske dollars.
Gus har også optrådt i High Stakes Poker, hvor han var medvirkende i verdens (på daværende tidspunkt) største pot i tv-transmitteret livepoker. Potten lød på ca. $600.000.
I 2007 var Gus Hansen den første spiller til at vinde NBC's cashgame pokershow Poker After Dark. Her vandt han $120.000 fra blandt andre Huck Seed og Phil Hellmuth.

## Gus Hansen TV
Den 21. februar 2009 åbnede Gus Hansen sin egen gratis online tv-kanal Gus Hansen TV. Ved lanceringen af tv-kanalen blev der afholdt et stort boksearrangement i KB-Hallen, hvor kendte danskere skulle bokse mod hinanden. Et af højdepunkterne ved dette arrangement var kampen imellem Gus Hansen og Theo Jørgensen, hvor de to kombattanter på forhånd havde indgået et væddemål på 200.000 kr. om kampens udfald. Desværre for Gus, tabte han kampen med dommerkendelserne 2-1 i Theos favør.
På kanalen kan man følge Gus Hansens spil ved online-poker, hvor han løbende kommenterer sit eget, og sine modstanderes, spil. Derudover bliver der også sendt programmer, når Gus Hansen deltager i større live-events.

## Danmark Dejligst
I omkring 20 år var han venner med Rasmus Nøhr, og sammen startede de koncertrækken Danmark Dejligst i 2012. Konceptet var at afholde en række koncerter med skiftende kunstnere i forskellige danske provinsbyer. Koncerterne var gratis at deltage i, og pengene skulle hentes fra salg af mad og drikkevarer.
Hansen forlod projektet i maj 2017 efter det havde givet et stort underskud de foregående år, og han stævnede i den forbindelse Nøhr for 896.000 kr.